# 尼古拉耶夫卡村委员会 (伊万诺夫卡区)
尼古拉耶夫卡村委员会（俄语：Николаевский сельсовет）是俄罗斯联邦阿穆尔州伊万诺夫卡区所属的一个村委员会。其下辖有2个居民点，行政中心为尼古拉耶夫卡。据2016年统计，该村委员会的人口为473人。